# جزیره تابلاس
جزیره تابلاس (به لاتین: Tablas Island) یک جزیره در فیلیپین است که در مابین تنگه تابلاس و دریای سیبویان]] واقع شده‌است.

## خصوصیات
جزیره تابلاس ۱۵۴٬۴۱۳ نفر جمعیت دارد و ۶۶۵ متر بالاتر از سطح دریا واقع شده‌است.

## نگارخانه

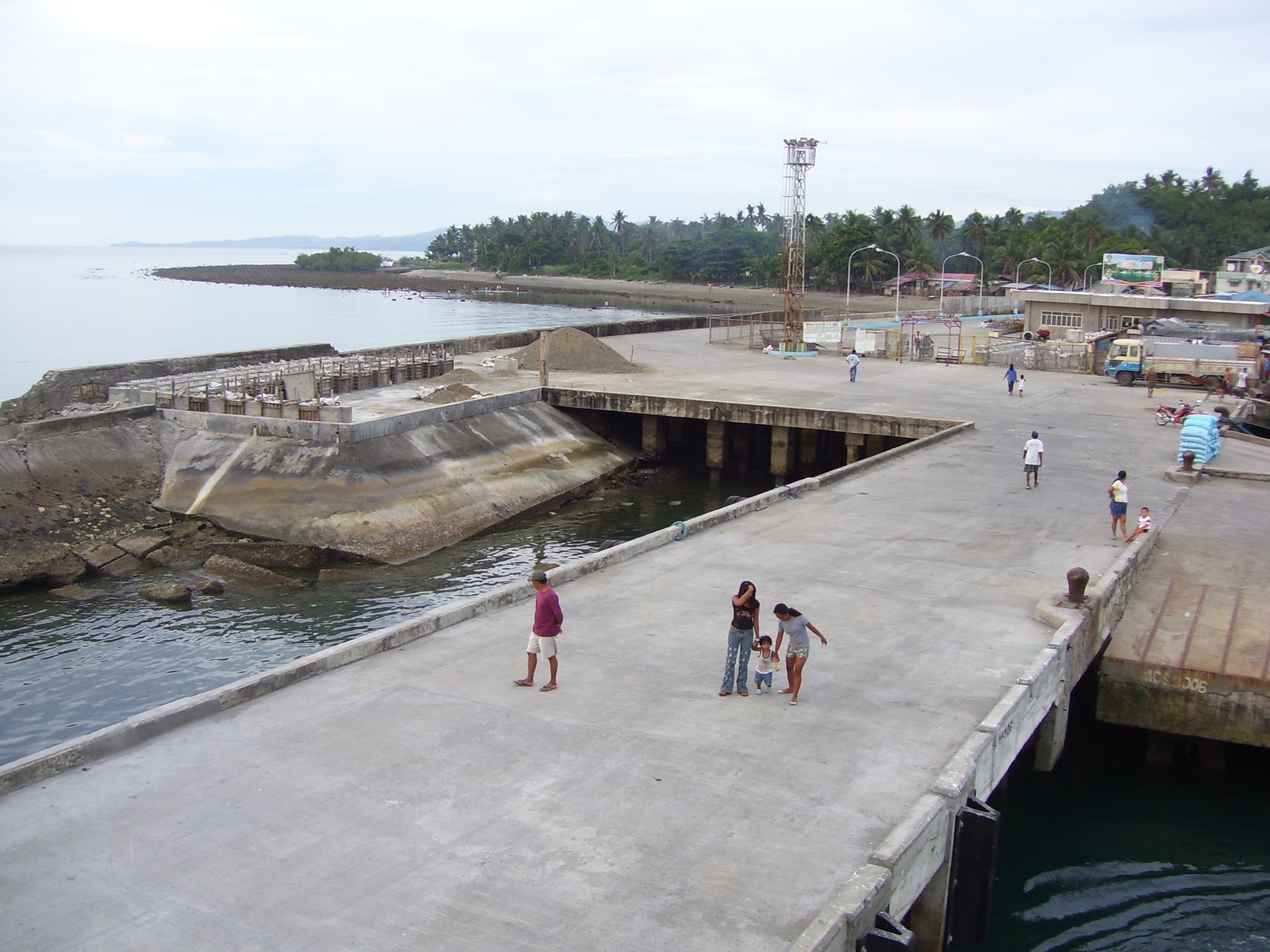
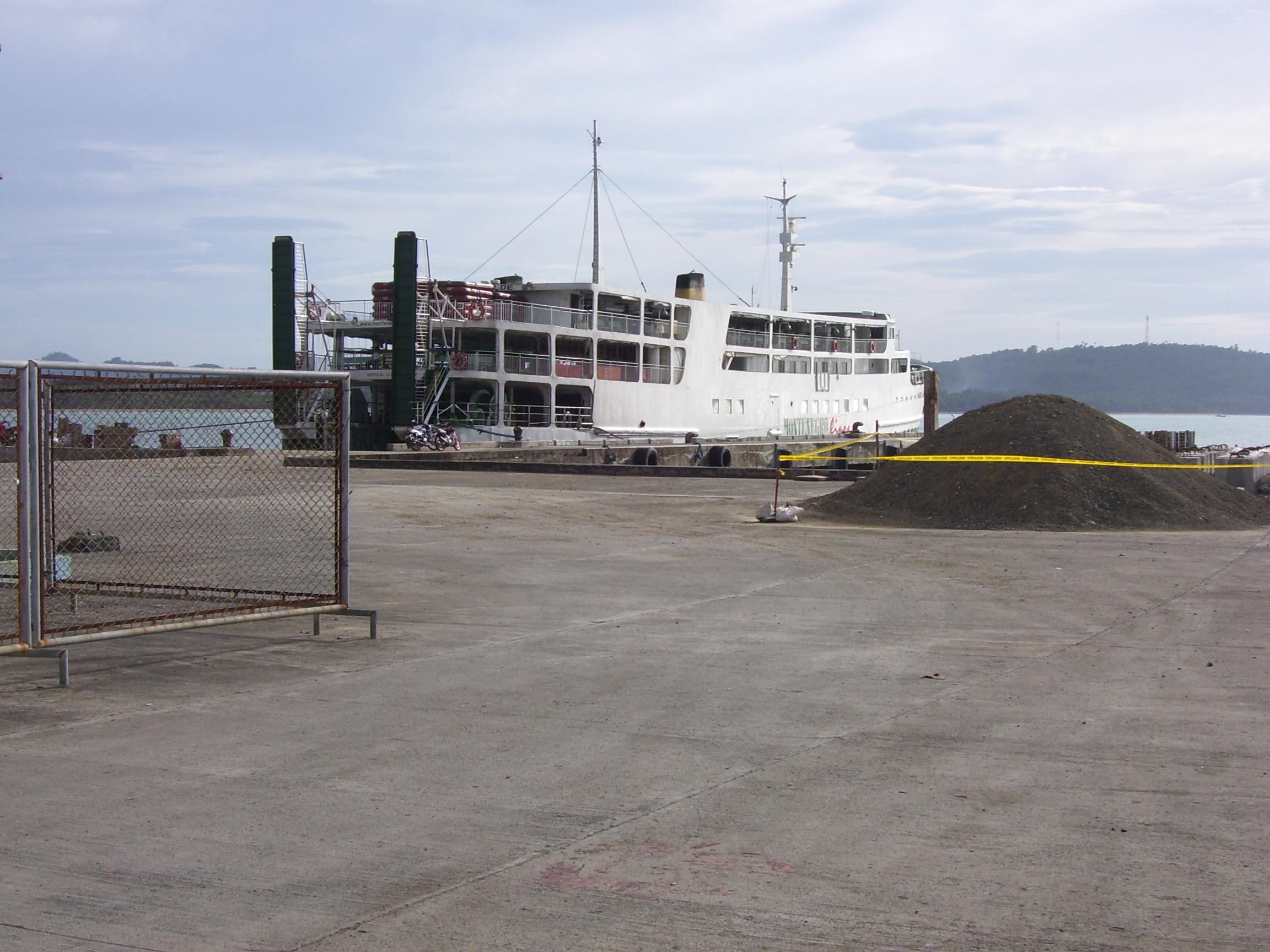
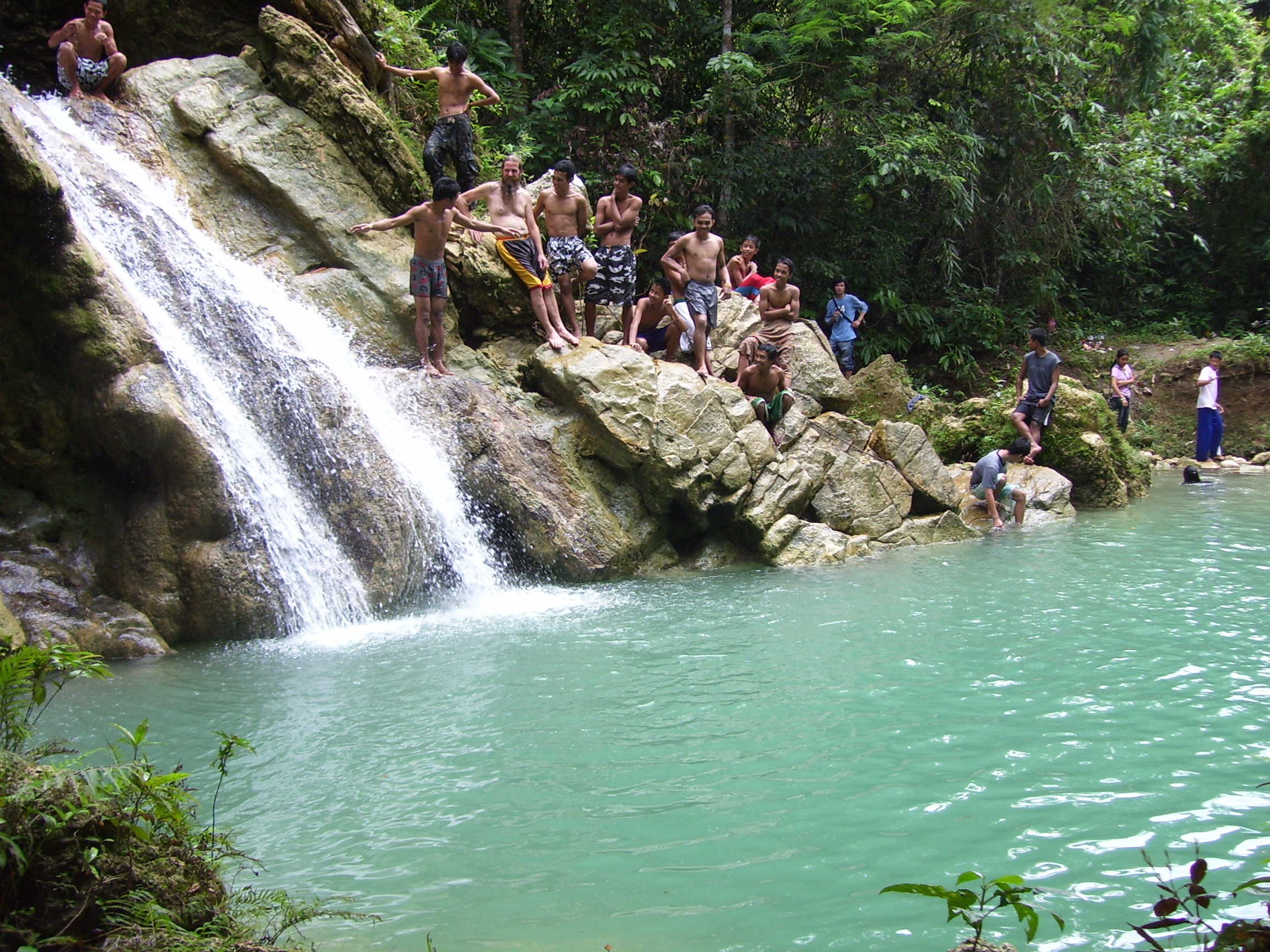